# Галерея Луизы
Галерея Луизы (нем. Galerie Luise) — торговая галерея длиной 155 метров в городе Ганновер (Нижняя Саксония, Германия), открытая в 1987 году. Галерея Луизы расположена в самом центре города, неподалёку от Оперы, в примерно 200 метрах от Крёпке. Является одним из пунктов туристического пешеходного маршрута Красная нить в Ганновере.

## История
Во время Второй мировой войны, в 1943 году, здание, в котором сейчас находится галерея, сильно пострадало от налётов союзной авиации. Восстановление здания велось в 1948—1952 годах.
Торговая галерея была открыта в 1987 году после двух лет строительства. В 2008 году была проведена комплексная перестройка галереи.